# Aleksander (Nesterczuk)
Aleksander, imię świeckie Wasyl Nesterczuk (ur. 11 listopada 1950 w Ilimce) – biskup Ukraińskiego Kościoła Prawosławnego Patriarchatu Moskiewskiego.

## Życiorys
Urodził się w rodzinie urzędniczej. W 1968 wstąpił jako posłusznik do monasteru Zaśnięcia Matki Bożej w Odessie. W latach 1971–1975 uczył się w seminarium duchownym w Odessie, które ukończył z wyróżniającymi wynikami. 27 września 1973 został wyświęcony na diakona przez metropolitę odeskiego i chersońskiego Sergiusza. 1 września 1974 ten sam duchowny wyświęcił go na kapłana i skierował do parafii św. Mikołaja w Komsomolsku. W roku następnym został przeniesiony do parafii Wniebowstąpienia Pańskiego w Dokuczajewsku. W 1976 złożył wieczyste śluby mnisze, przyjmując imię Aleksander. W 1979 został przeniesiony do parafii św. Jerzego w Horodnicy. W 1981 został podniesiony do godności igumena, zaś w 1986 – archimandryty.
W listopadzie 2008 został biskupem pomocniczym eparchii kijowskiej z tytułem biskupa horodnickiego. Został wówczas przełożonym stauropigialnego monasteru św. Jerzego w Horodnicy. W 2012 podniesiony do godności arcybiskupiej.